# 산청 이동서당
산청 이동서당(山淸 尼東書堂)은 대한민국 경상남도 산청군 단성면 사월리에 있는, 면우 곽종석 선생을 추모하기 위하여 유림과 제자들이 설립한 서당이다.
1993년 1월 8일 경상남도의 문화재자료 제196호 면우 곽종석 유적으로 지정되었다가, 2018년 12월 20일 현재의 명칭으로 변경되었다.

## 개요
면우 곽종석 선생을 추모하기 위하여 유림과 제자들이 설립한 서당이다.
곽종석(1846∼1919) 선생은 유학자이며 독립의사로 많은 후진을 양성하였다. 1919년에는 파리평화회의에 보낼 파리장서를 작성하여 보내는 과정에서 일본 경찰에 발각되어 투옥되었다.
이동서당이라고도 하는 이곳은 1920년에 세운 것으로 사우는 1919년에 세웠다.
서당은 강당, 서재, 사우로 구성된다. 강당은 앞면 5칸·옆면 1칸 반 규모로, 지붕은 옆면에서 볼 때 여덟 팔(八)자 모양인 팔작지붕이다. 서재는 앞면 3칸·옆면 2칸 규모이며, 지붕은 앞면에서 볼 때 사다리꼴을 한 우진각지붕으로 되어 있다. 사우는 앞면 3칸·옆면 1칸 반 규모에 지붕은 옆면에서 볼 때 사람 인(人)자 모양인 맞배지붕으로 꾸몄다.

## 참고 문헌
- 산청 이동서당 - 국가유산청 국가유산포털